# ローマン・キーナスト
ローマン・キーナスト（Roman Kienast、1984年3月29日 - ）は、オーストリア・ザルツブルク州ザルツブルク市出身のサッカー選手。ポジションはフォワード。

## 経歴
オーストリア・ブンデスリーガに属するSKラピード・ウィーン出身。育成部門、サテライトチームを得てトップチームに昇格。18歳でオーストリア・ブンデスリーガでのデビューした。2004年、当時2部に所属していたSCラインドルフ・アルタッハへのレンタル移籍を経てSKラピード・ウィーンに復帰してからはレギュラーとしてプレーした。オーストリア・ブンデスリーガ優勝、UEFAチャンピオンズリーグ本大会進出などに貢献する。22歳でノルウェーリーグのハマルカメラテネへ移籍。同クラブでもレギュラーとしてプレーした。

## タイトル

### クラブ
SKラピード・ウィーン
- オーストリア・ブンデスリーガ ： 2004-05

SKシュトゥルム・グラーツ
- オーストリア・カップ ：2009-10
- オーストリア・ブンデスリーガ ： 2010-11

FKアウストリア・ウィーン
- オーストリア・ブンデスリーガ ： 2012-13